# Los Tarantos
Los Tarantos es una película española de 1963 dirigida por Francisco Rovira-Beleta basada en la obra de teatro de Alfredo Mañas Historia de los Tarantos. Fue candidata al Óscar a la mejor película de habla no inglesa.

## Historia
Se ocuparon de los personajes principales Carmen Amaya, Daniel Martín, Antonio Gades, Sara Lezana y Antonio Prieto. Posteriormente se ha representado en escenarios teatrales como musical flamenco (Tomatito y Juan Gómez "Chicuelo").
Su argumento es una trasposición de la tragedia de amor frustrado de Romeo y Julieta (o de la lorquiana Bodas de Sangre) a dos familias gitanas rivales: los Tarantos y los Zorongos, ambientada en la periferia chabolista de la Barcelona del franquismo, en la barriada de gitanos y pescadores de Somorrostro, hoy desaparecida). Buena parte de las escenas, rodadas en localizaciones genuinas (allí había nacido la propia Carmen Amaya), pueden considerarse casi cine documental o similares al cinéma vérité francés o al neorrealismo italiano; pero las escenas musicales de puro flamenco y danza española, la emparentan con el cine musical; y las convenciones de la lectura entre líneas a la que el público de la época estaba acostumbrado por la censura, con el cine de denuncia o cine social.
Taranto y Zorongo son formas musicales y de danza flamenca.
En 1989 Vicente Escrivá dirigió una nueva versión de la obra, titulada esta vez Montoyas y Tarantos, con la participación de Cristina Hoyos, Sancho Gracia y José Sancho entre otros, y para la que hicieron pequeños cameos Daniel Martín y José Manuel Martín, quienes ya actuaron en la versión original de 1963.

## Reparto de la película
- Carmen Amaya ... Angustias
- Sara Lezana ... Juana (papel similar al de Julieta)
- Daniel Martín ... Rafael (papel similar al de Romeo)
- Antonio Gades ... Mojigondo
- Antonio Prieto ... Rosendo "el Zorongo"
- José Manuel Martín ... Curro "el Picao"
- Margarita Lozano ... Isabel
- Juan Manuel Soriano
- Antonia Singla Contreras 'La Singla' ... Sole
- Aurelio Galán 'El Estampío' ... Jero
- Peret... 	Guitarrista
- Andrés Batista ... Guitarrista
- Emilio de Diego ... Guitarrista
- 'Pucherete' ... Guitarrista
- Blay ... Guitarrista
- El Chocolate ... Cantaor
- 'La Mueque' ... Cantaor
- 'Morita' ... Cantaor
- Enrique Cádiz ... Cantaor
- 'El Viti' ... Cantaor
- J. Toledo ... Cantaor
- Antonio Escudero "El Gato" ... Juan/Bailaor
- D. Bargas ... Bailaor
- Amapola ... Antonia/Bailaora
- 'El Guisa' ... Bailaor
- Antonio Lavilla ... Sancho
- Francisco Batista
- Carlos Villafranca ... Salvador
- Josefina Tapias

## Premios
Medallas del Círculo de Escritores Cinematográficos
| Categoría                                   | Candidato     | Resultado |
| ------------------------------------------- | ------------- | --------- |
| Mejor película                              | Los Tarantos  | Ganadora  |
| Premio Antonio Barbero al mejor actor novel | Daniel Martín | Ganador   |